# Ploučnice
Ploučnice (německy der Polzen; Pulsnitz) je česká řeka, která pramení v okrese Liberec pod Ještědem, protéká okresy Česká Lípa a Děčín a v Děčíně ústí zprava do Labe. Odvodňuje severní část Čech vymezenou Ralskou pahorkatinou, Českým středohořím a Lužickými horami. Je plná meandrů převážně za Mimoní, mezi Borečkem a Českou Lípou. Je vodácky splavná, dlouhá 106 km (podle některých zdrojů 112 km). Povodí má rozlohu 1193,77 km².

## Průběh toku

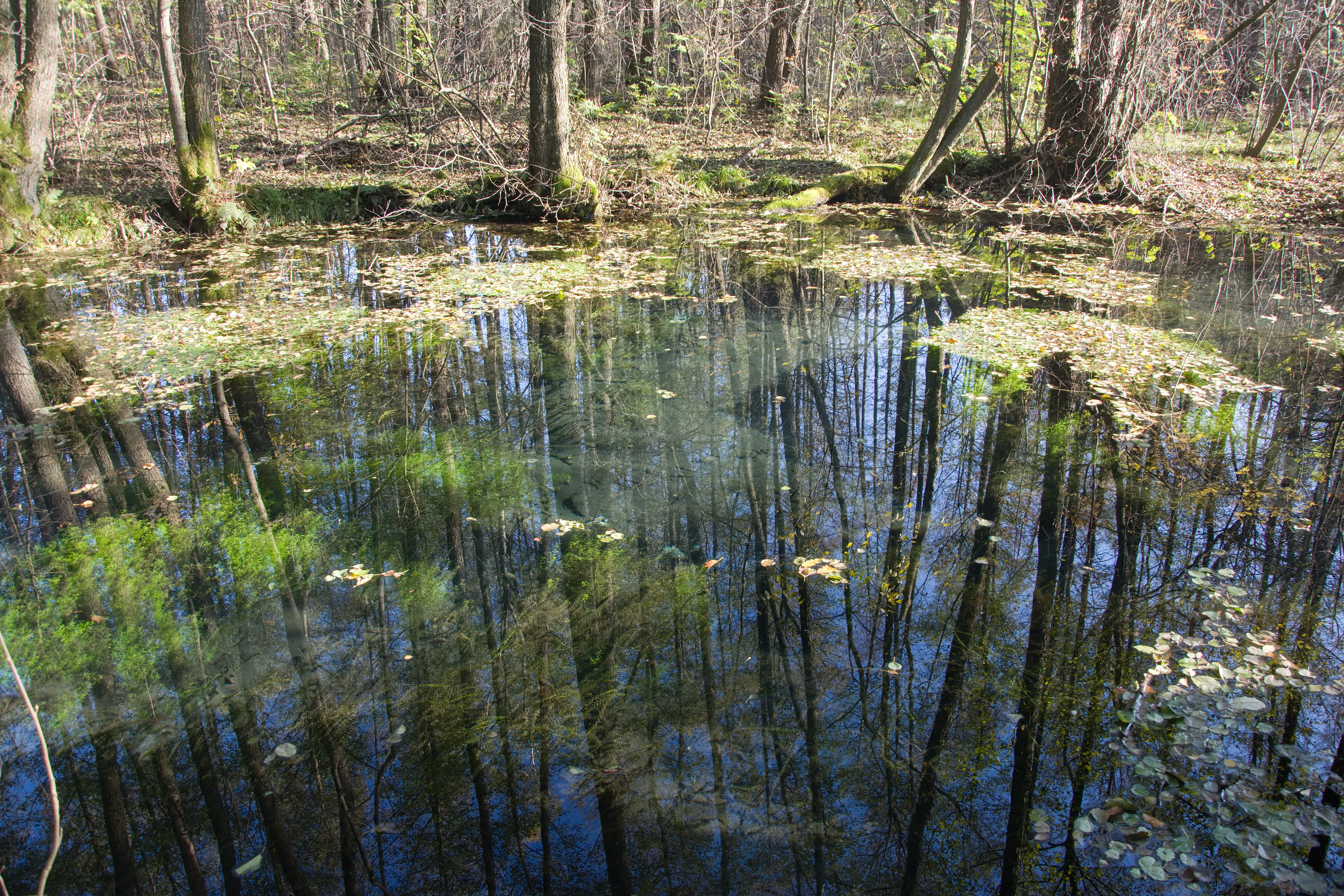
Pramen Ploučnice u Osečné

### Od pramenů do Stráže
Prameny Ploučnice nalezneme dva. Jako Hlavní pramen Ploučnice je většinou označována dříve mohutná vyvěračka u Osečné na jižním okraji obce Janův Důl v nadmořské výšce 390 metrů. Vyvěrá zde několik pramenů, které stékají do rybníka u Jenišovského mlýna.
Někdy je uváděn i pramen Horní Ploučnice, který se nachází o pár kilometrů dále a o něco výše u obce Hoření Paseky na JZ svahu Ještědu v nadmořské výšce 654 metrů.
Nedaleko od hlavního pramene u Janova Dolu se mezi obcemi Chrastná a Osečná odděluje náhon Hamerská strouha, dříve sloužící k napájení rybníka Papírník v Útěchovicích, který sloužil jako retenční nádrž pro provoz Útěchovické papírny. Hamerská strouha protéká obcemi a osadami Břevniště a Útěchovice a mezi Hamrem na Jezeře a Stráží pod Ralskem se vrací zpět do Ploučnice a napájí Horecký rybník. Hamerský rybník je přírodně napájený z řeky Ploučnice, jejíž tok jím prochází. Řeka Ploučnice pak za vodní nádrží Horka ve Stráži pod Ralskem dále plyne rovně mezi loukami územím mezi Stráží pod Ralskem a Novinami pod Ralskem, které bylo silně poznamenáno rozsáhlou těžbou uranu.

### Od Stráže do České Lípy

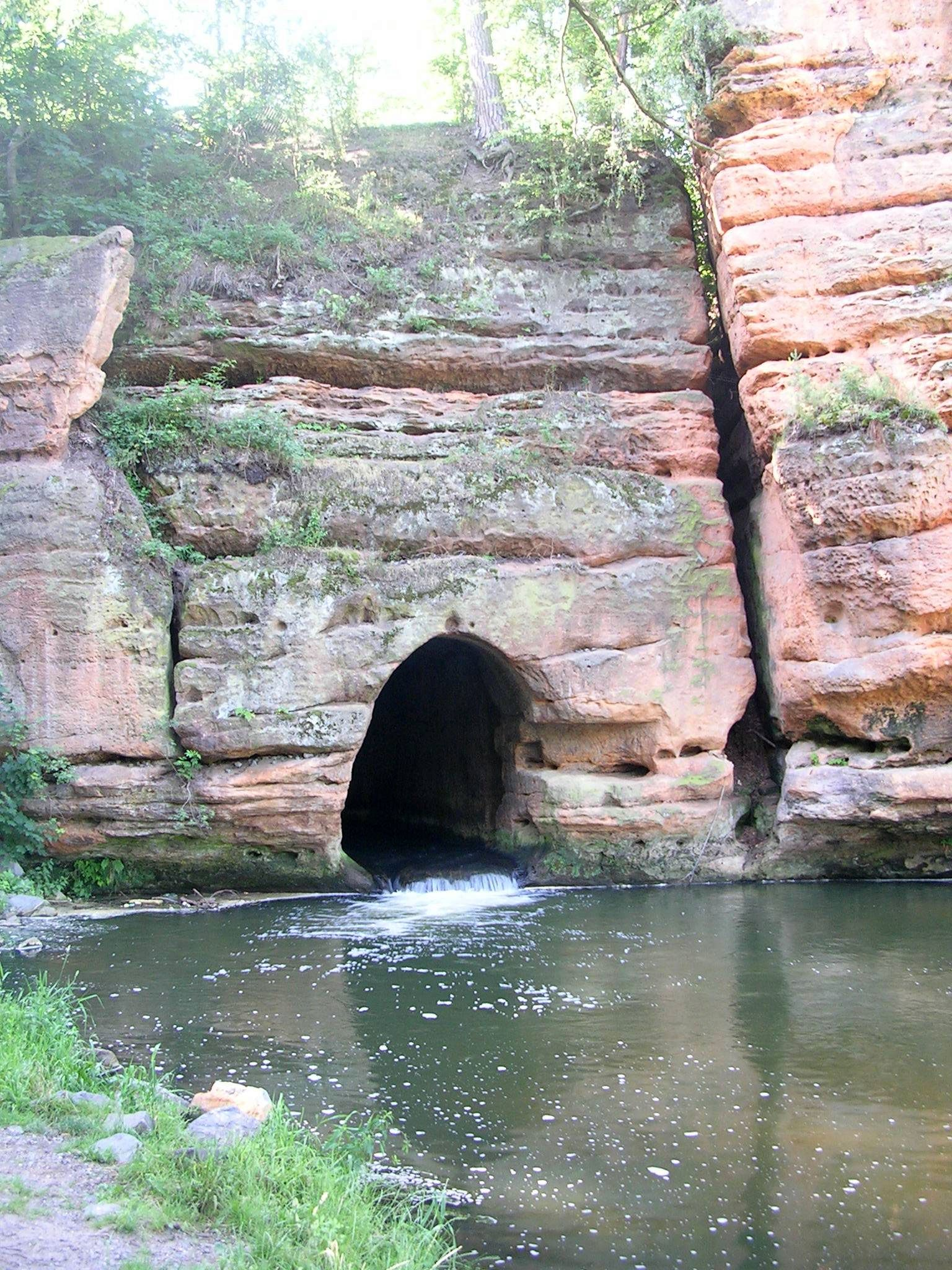
Průrva Ploučnice v Novinách pod Ralskem

Nad Novinami pod Ralskem se zařezává do hluboké pískovcové soutěsky zakončené stometrovým tunelem. Tento úsek se nazývá Průrva Ploučnice.
Dále až do Mimoně se úzké, regulované koryto obloukem vyhýbá vrchu Ralsko, protéká loukami kolem osady Srní Potok a kolem Mimoňských rybníků. Úsek v Mimoni tvoří stupňovitě regulované koryto s břehovými porosty. U Zámeckého mostu v Mimoni, se do řeky zprava vlévá Panenský potok a Ploučnice dále pokračuje k obci Ralsko - Boreček, kde se nejvíce přibližuje k bývalému vojenskému letišti Hradčany. Pak zleva přijímá vody Hradčanského potoka. Tok řeky Ploučnice, který těsně za Mimoní, od ukončení regulovaného toku po obec Ralsko - Boreček meandruje, je od roku 2014 označen za přírodní památku Meandry Ploučnice. Meandry Ploučnice za obcí Ralsko - Boreček pokračují dál, kolem obce Ralsko - Hradčany, kolem Hradčanských stěn, územím, které bylo součástí vojenského prostoru Ralsko, k bývalému Brennskému mlýnu. Mezi bývalým Brennským mlýnem a obcí Heřmaničky se do Ploučnice vlévá řeka Svitavka a Dobranovský potok. Dále protéká obcí Heřmaničky, Žíznikovem u České Lípy až k České Lípě.

### V České Lípě
Ve městě je řeka přemostěna desítkou silničních a potrubních mostů i lávek pro pěší, vede zde přes ni také železniční most s tělesem tratí Česká Lípa – Děčín a Česká Lípa – Jedlová. Ploučnice v minulosti tekla městem dvěma rameny, která byla spojená propojovacími kanály. Do dvou koryt se větvila u Staré Lípy a zpět do původního koryta se vracela u dnešního obchodního domu Banco, později se do původního koryta spojovala až za dnešním městským stadionem. Řeka se často na území města rozlévala, proto byla v letech 1910–1923 provedena v postupných fázích její regulace. Na jednom ze zregulovaných ramen toku řeky Ploučnice v České Lípě vznikl v roce 1914 poklopový mostový jez podle projektu Ing. Jana Záhorského, který sloužil k regulaci vody pro dnes již neexistující Velký mlýn. Po zavezení druhého ramena řeky Ploučnice sloužil až do roku 1984 pro zadržování a regulaci průtoku vody na řece. Po jeho renovaci, v roce 1996 slouží už jen jako lávka pro pěší. Na jedné z pískových naplavenin založili ve 13. století příslušníci rodu Ronovců hrad Lipý. Z Ploučnice byl v 16. století napájen vodní příkop kolem hradu. Řeka nyní protéká jen jedním zregulovaným korytem ve vzdáleností zhruba 100 metrů od hradu, někdejší vodní příkop a druhé rameno Ploučnice byly zavezeny.

### Za Českou Lípou

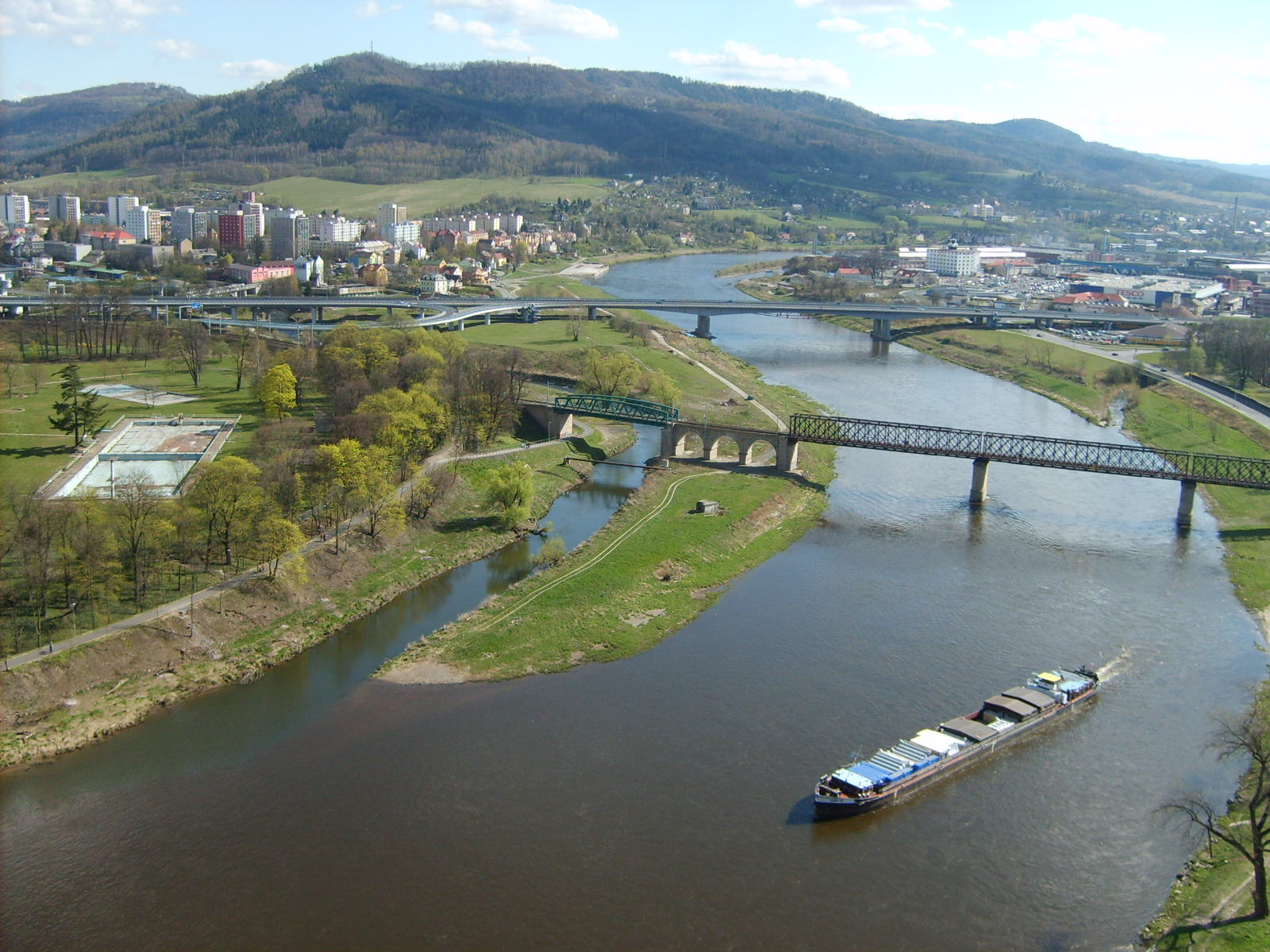
Soutok Labe s Ploučnicí

Za Českou Lípou Ploučnice přijímá zleva Robečský potok a zprava Šporku. V mokřinách v zákrutu řeky Česká společnost ornitologická vyhlásila soukromou rezervaci Mnišské louky. Řeka dál pokračuje osadami Stružnice a Jezvé, kde zprava přitéká Radečský potok a zleva malý Valteřický potok. Pak je na toku Horní Police s Valdeckým potokem zleva a Žandov, kde se zprava připojuje Vrbový potok. Pod Žandovem do ní zleva ústí drobné potoky Merboltický a Valkeřický, následují obce Malý a Starý Šachov, Oldřichov nad Ploučnicí a Františkov nad Ploučnicí, nad kterým se tyčí zřícenina hradu Ostrý. Poslední úsek až do Děčína má větší spád a je na něm množství jezů. V Benešově nad Ploučnicí se zprava vlévá Bystrá a zleva malý Fojtovický potok. Nakonec Ploučnice protéká osadami Jedlka a Soutěsky a v Děčíně se proti Podmoklům vlévá do Labe.

## Přítoky

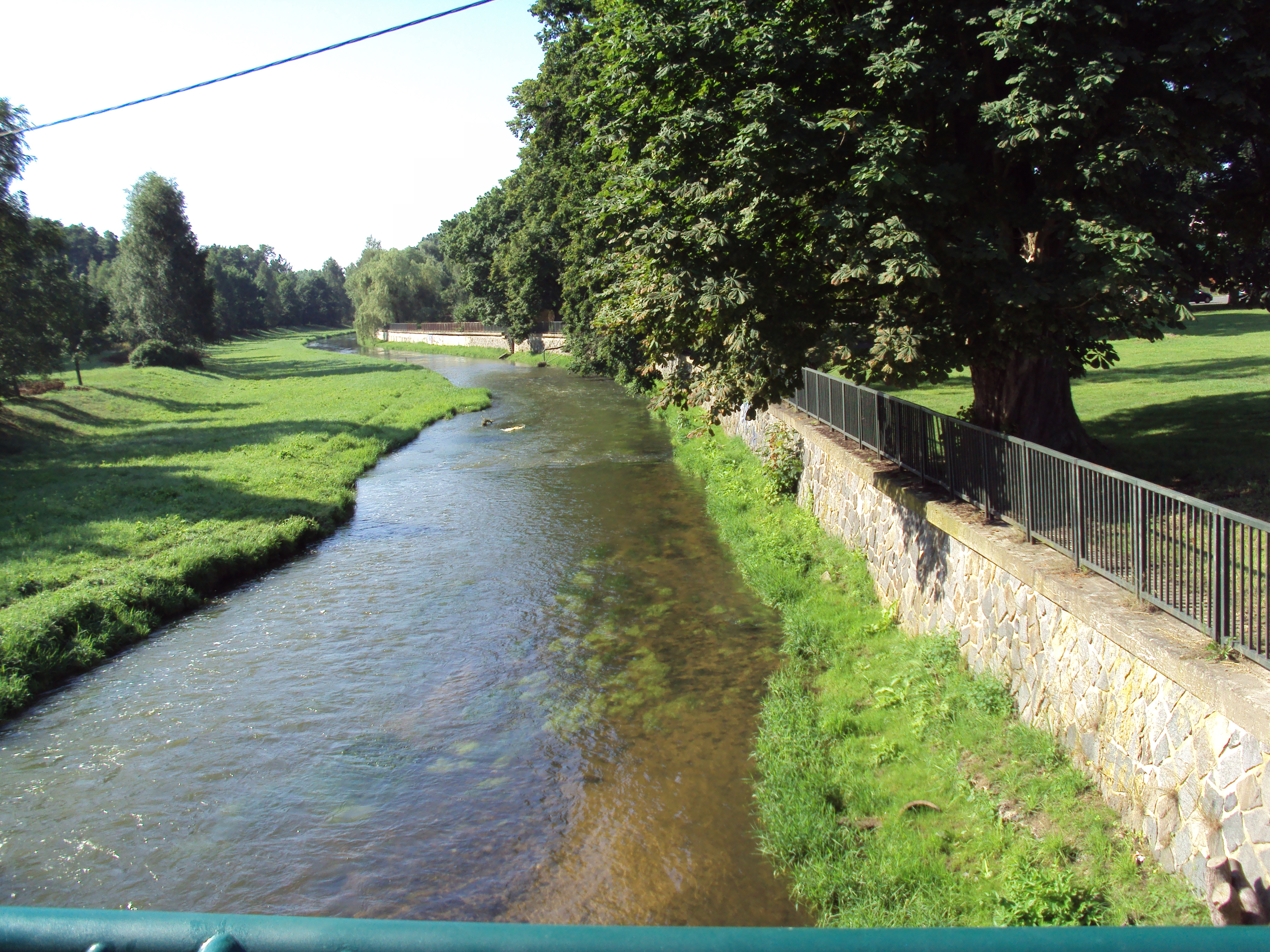
Řeka v Mimoni.

- zleva – Ploužnický potok, Hradčanský potok, Merboltický potok, Valkeřický potok, Fojtovický potok, Robečský potok
- zprava – Hamerská strouha, Ještědský potok, Dubnický potok, Panenský potok, Svitavka, Dobranovský potok, Žizníkovský potok, Šporka, Radečský potok, Valteřický potok, Vrbový potok, Bystrá, Dobrnský potok

## Vodní režim

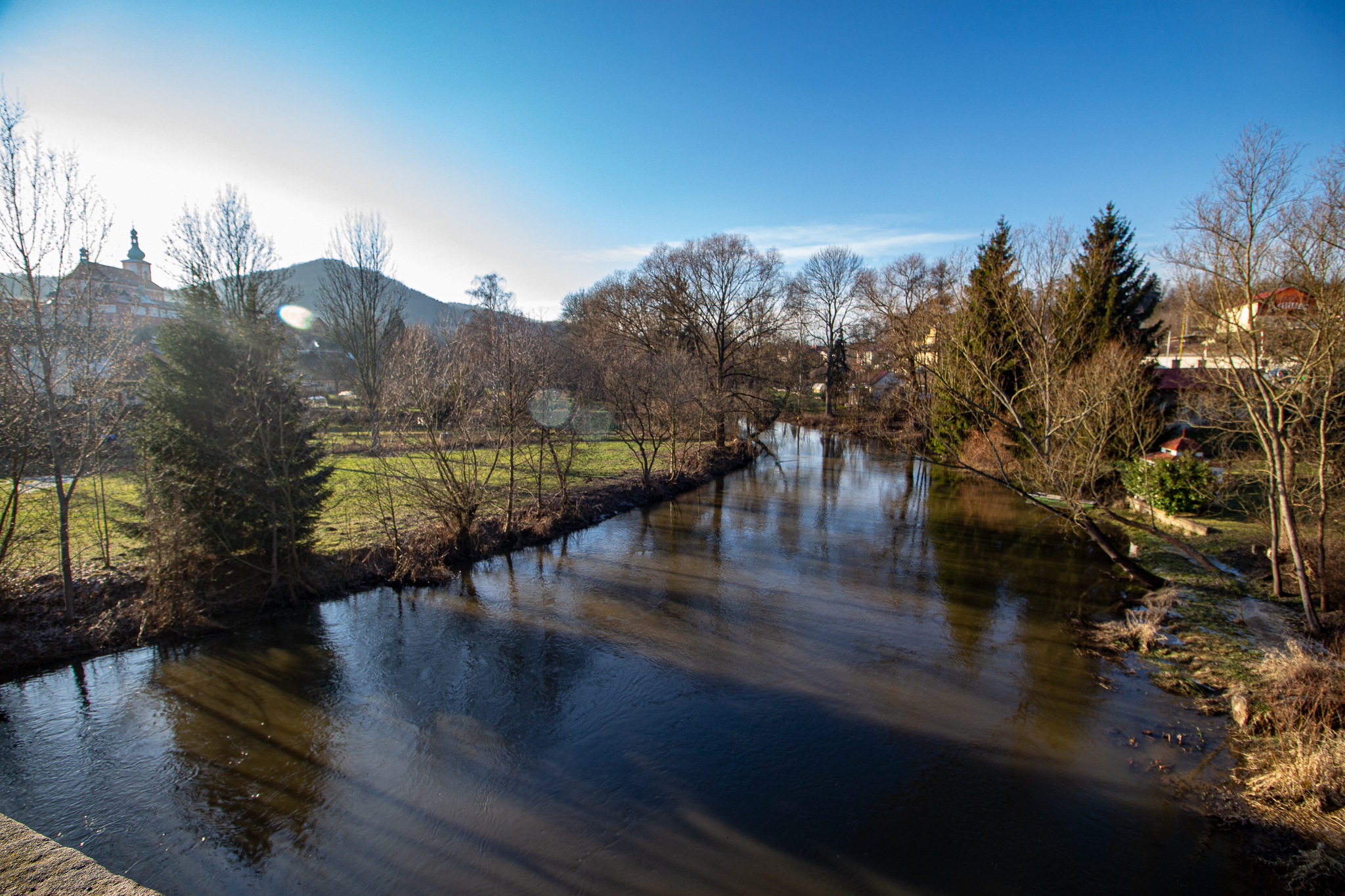
Ploučnice v Horní Polici

Průměrné měsíční průtoky Ploučnice (m³/s) ve stanici Benešov nad Ploučnicí:
Hlásné profily:
| místo                 | říční km | plocha povodí | průměrný průtok (Qa) | stoletá voda (Q100) |
| --------------------- | -------- | ------------- | -------------------- | ------------------- |
| Stráž pod Ralskem     | 82,60    | 120,99 km²    | 1,36 m³/s            | 58,5 m³/s           |
| Mimoň                 | 74,60    | 269,71 km²    | 2,51 m³/s            | 103,0 m³/s          |
| Česká Lípa            | 36,40    | 623,94 km²    | 5,03 m³/s            | 159,0 m³/s          |
| Benešov nad Ploučnicí | 10,90    | 1156,74 km²   | 8,13 m³/s            | 227,0 m³/s          |

Výškový rozdíl mezi pramenem u Osečné a ústím v Děčíně je 263,6 metrů, průměrný spád je 2,56%. Roční srážky v povodí jsou v průměru 711 mm. V ústí do Labe je průměrný průtok 8,77 [m³/s], v roce 1946 zde byl zaznamenán 217 [m³/s].

## Pojmenování
V roce 1575 se Ploučnici nad Mimoní říkalo Srní potok (Rehwasser - srní voda), a osada na jejím břehu mezi Novinami pod Ralskem a Mimoní se proto jmenuje Srní Potok.

## Fauna a flora

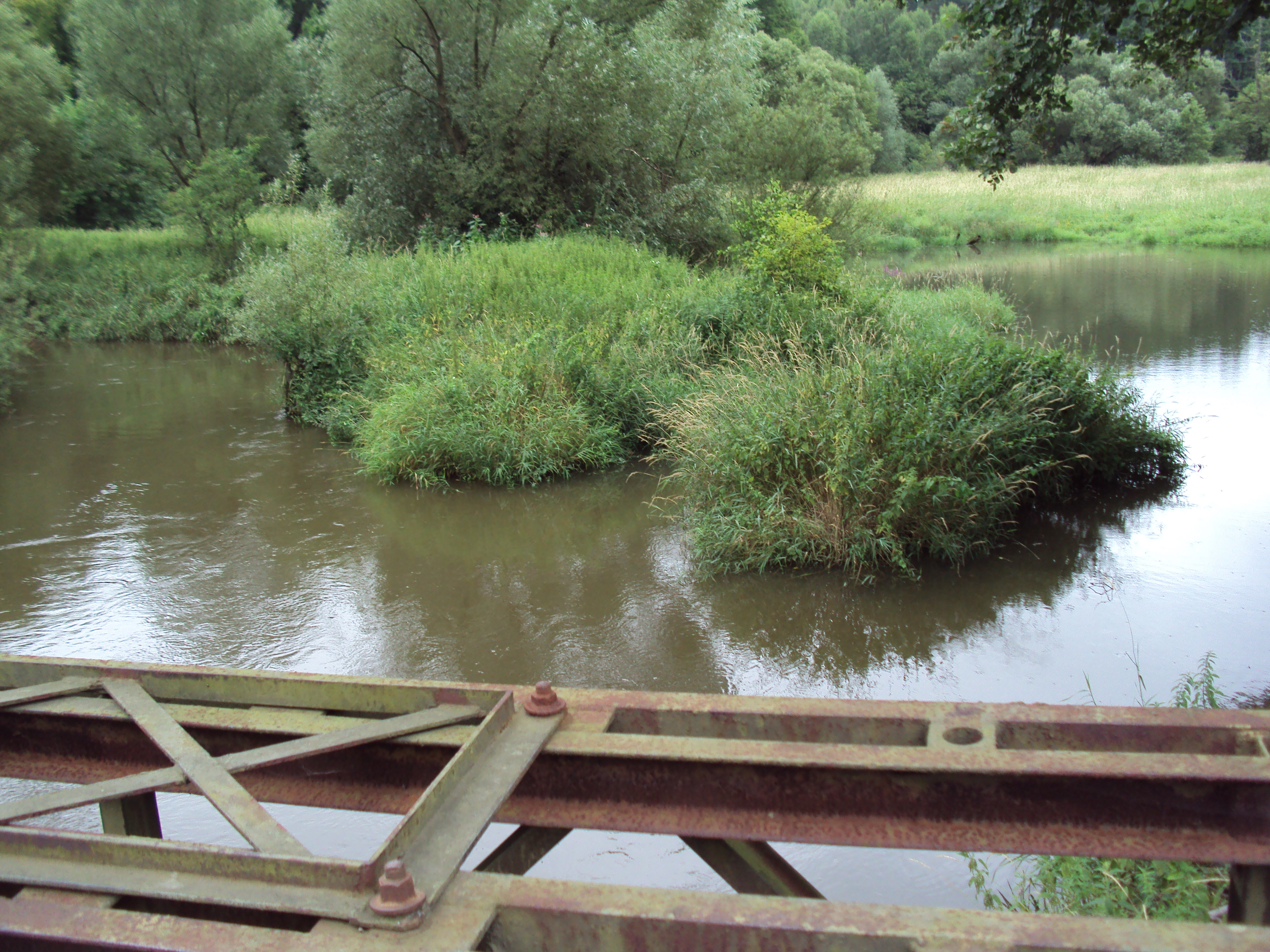
Meandry Ploučnice u mostu v Heřmaničkách

V období znečišťování vod průmyslovými podniky a splašky měst množství ryb v Ploučnici kleslo, nicméně pestrost druhů zůstala zachována. Prováděné průzkumy v ní prokázaly 900 druhů vyššího rostlinstva, z toho 9 chráněných. Dále se zde vyskytuje 11 druhů obojživelníků, kteří potřebují k životu vodní toky a plochy. U řeky žije 100 druhů ptáků, z nichž mnohé patří mezi ohrožené (např. slavík obecný, ledňáček říční či skorec vodní). Protože část řeky nezamrzá, slouží jako zimoviště labutí velkých a divokých kachen.
Liberecký kraj oznámil na podzim 2013 záměr vyhlásit dvě lokality meandrů Ploučnice (u Mimoně a u Žízníkova) přírodními památkami.Po vyřešení rozporů s dotčenými obcemi byly přírodní památky Meandry Ploučnice a Niva Ploučnice zastupitelstvem Libereckého kraje v květnu 2014 schváleny. Jsou součástí Evropsky významné lokality Horní Ploučnice.
Po roce 2000 byl postupně realizován projekt Čistá Ploučnice. S nákladem 600 milionů korun byly postaveny či zmodernizovány čističky odpadních vod a kanalizace v městech na povodí řeky. ČOV v Hradčanech (Ralsko) byla oceněna jako Vodohospodářská stavba roku 2013.

## Vodáctví

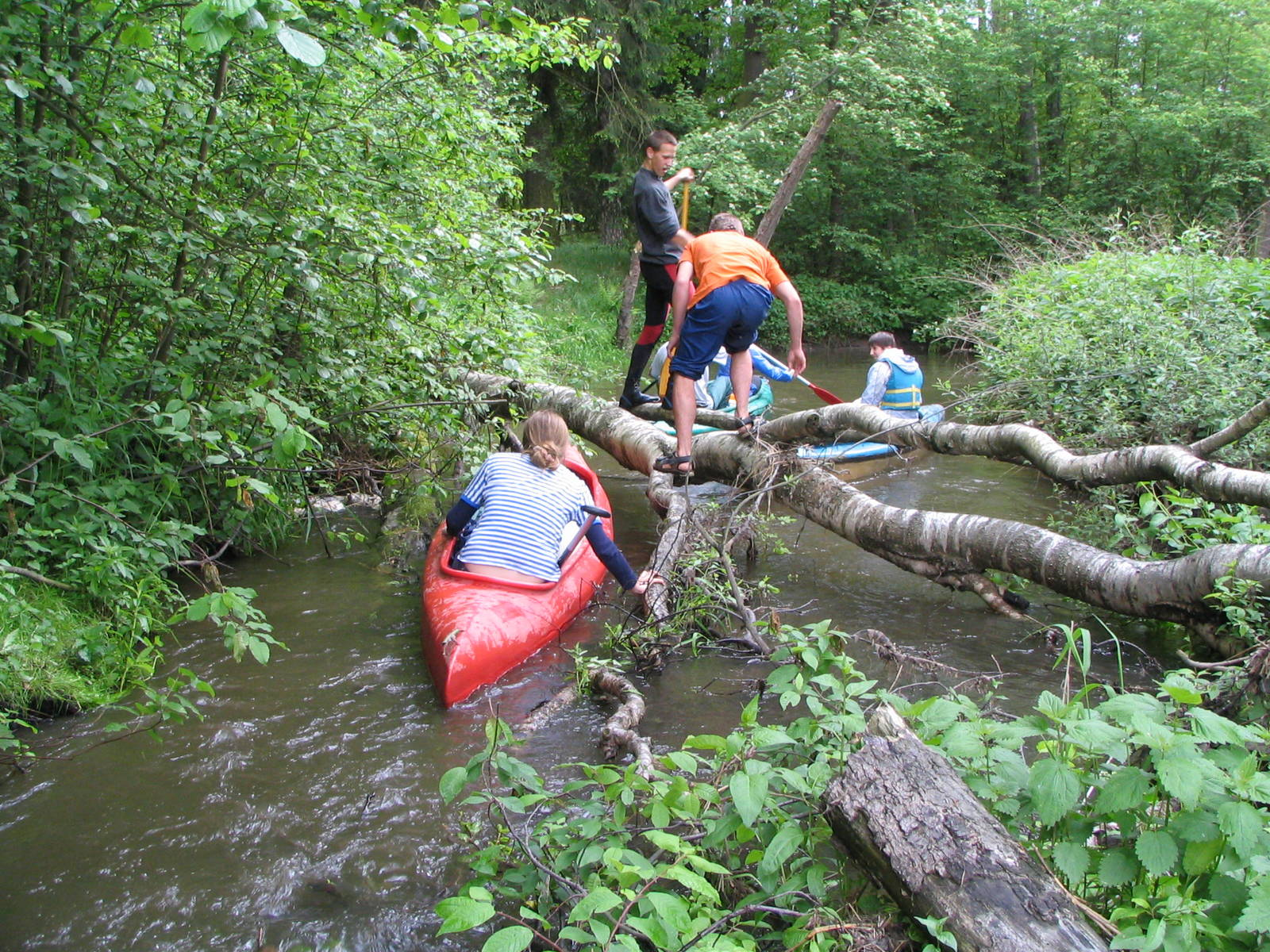
Ploučnice mezi Mimoní a Borečkem.

Ploučnice bývala oblíbenou řekou vodáků, později došlo k devastaci okolí horního toku uranovými doly a střední tok byl nepřístupný ve vojenském prostoru Ralsko. Podle vodáckého průvodce z roku 1978 v letech obsazení území sovětským vojskem po roce 1968 platil zákaz vystupovat na břeh v úseku 15 km od Borečku po Brennou. O povolení průjezdu se muselo žádat MNV Mimoň tři týdny před plánovanou plavbou. Dnes Ploučnice řekou láká tichem, přírodou a romantikou. Sjížděný úsek měří 90 km.
Obtížnost se udává ZW C na horním a středním toku a WW I na dolním, ale vzhledem k různým překážkám je nutno počítat s náročností o něco větší. Ploučnice se obvykle splouvá od Stráže pod Ralskem, od hráze přehrady Horka. Na tamním vodočtu musí být alespoň 20 cm, jinak nezbývá než v prvním úseku za nižšího stavu vody lodě občas popostrčit přes mělčiny. Hned po osmi kilometrech čeká největší atrakce — Průrva Ploučnice. Až do Mimoně pak řeka meandruje bez větších překvapení. Za ní už začíná opravdová divočina. Členité meandry, stromy spadlé přes řeku a místa, kde se řeka dělí do mnoha ramen, dělají plavbu nezapomenutelnou. Víkendové splutí je možné ukončit u mostu v Brenné, Heřmaničkách nebo v Žizníkově. K projetí celého toku je třeba 3 až 4 dny. Z Benešova nad Ploučnicí do Děčína lze splout za 3 až 4 hodiny.
Úsek pod Českou Lípou je těžší a sjízdný pouze za vyššího stavu vody. V Benešově musí být na vodočtu alespoň 90 cm vody. Nachází se zde množství jezů za normálního stavu nesjízdných a za vyššího nebezpečných.

## Mlýny
Mlýny jsou seřazeny po směru toku řeky.
- Kočvarův mlýn – Lázně Kundratice, okres Liberec, kulturní památka
- Vodní mlýn ve Stráži pod Ralskem – Stráž pod Ralskem, okres Česká Lípa
- Brennský mlýn – u silničního mostu poblíž obce Brenná, okres Česká Lípa